# Gustav Pabst
Gustav Pabst var en konstnär, verksam i Sverige under 1800-talets senare hälft.
Pabst har med stor noggrannhet och avsevärd skicklighet utfört litografier till bland annat bokverket Sveriges industriella etablissementer (1870–1879) samt teckningar till Ny Illustrerad Tidning. Pabst var sannolikt av tysk börd och sökte sig troligen runt till platser där han kunde utföra illustrationsuppdrag. Pabst är representerad vid Nationalmuseum i Stockholm och Vänersborgs museum.
År 1864 övertog Pabst och Heinrich Wagner tryckeriet A. P. Landin & Komp. i Gävle. Firman Wagner & Pabst gick dock senare i konkurs.